# Anthaenantiopsis trachystachya
Anthaenantiopsis trachystachya är en gräsart som först beskrevs av Christian Gottfried Daniel Nees von Esenbeck, och fick sitt nu gällande namn av Carl Christian Mez och Pilg.. Anthaenantiopsis trachystachya ingår i släktet Anthaenantiopsis och familjen gräs. Inga underarter finns listade i Catalogue of Life.